# Yōko Rittonā
Yōko Rittonā (jap. ヨーコ・リットナー), im Englischen als Yoko Littner bezeichnet, ist eine von Charakter-Designer Atsushi Nishigori im Jahr 2007 entworfene Figur, die erstmals in der Anime-Fernsehserie Tengen Toppa Gurren-Lagann auftauchte. Durch den Erfolg der Serie und die zahlreichen Veröffentlichungen von Fan-Artikeln oder auch Musikalben erreichte die Figur eine weitgehende Bekanntheit und wird als eine Ikone des Fanservice immer wieder für Vergleiche mit Charakteren anderer Werke herangezogen, wie es z. B. Theoron Martin in einer ersten Rezeption von Basquash! tat.

## Einordnung in die Serie
In der Serie Tengen Toppa Gurren-Lagann taucht sie unvermittelt als rothaarige Amazone auf, die mit einem großkalibrigen Scharfschützengewehr Simon und Kamina bei ihrer Flucht aus dem unterirdischen Gefängnis verhilft. Als Bewohnerin der Erdoberfläche und Widerstandskämpferin gegen die Ganmen, große von den Beastmen gesteuerte Roboter, die dem Gundam-Universum entlehnt sind und sich stark an Gunbuster 2 orientieren sollen, übernimmt sie die Rolle einer belehrenden Mitstreiterin. Zugleich werden ihre großen Brüste und ihre oft knappe Bekleidung zum Gegenstand zahlreicher Fanservice-Szenen, bei denen ihre Brüste unwillkürlich im Weg sind oder sich durch enge Öffnungen quetschen müssen. Simon und Kamina bringt sie so des Öfteren in Verlegenheit, und Būta, ein Mole-pig (dt. „Maulwurfsschwein“) und eine Art inoffizielles Maskottchen der Serie, nimmt gar zwischen ihren Brüsten Platz.

## Synchronsprecher
In ihren bisherigen Rollen, der Serie und zwei Kinofilmen, wurde sie von der bekannten Seiyū Marina Inoue gesprochen. Marina veröffentlichte als Sängerin auch mehrere Musikproduktionen, die sich in den Top-10 der japanischen Charts platzieren konnten und in deren Zusammenhang Yōko meist die Cover zierte. Zusätzlich wurde eine Character-Single veröffentlicht, die sich ebenfalls in den japanischen Charts platzieren konnte und Yōko zusammen mit Simon und Kamina als Interpreten nannte, obwohl sie von Marina Inoue gesungen wurde. In der englischen Fassung wurde sie von Michelle Ruff, im deutschen von Josephine Schmidt gesprochen.

## Produkte
Als Fanservicefigur wurde Yōko intensiv genutzt, um zahlreiche Franchises mit ihrer äußeren Erscheinung zu versehen. Das Angebot reichte dabei von Resinefiguren diverser Hersteller bis hin zu Handtüchern, Mauspads, Dakimakura-Bezügen und allen anderen erdenklichen Dingen, auf denen die Figur abgebildet werden konnte.

## Rolle als Idol
Die Macher von Tengen Toppa Gurren-Lagann kündigten für den 27. Mai 2009 eine weitere Single S·t·a·r·s an, die unter dem Namen der Figur Yōko Rittonā angeboten wurde. Bestandteil der Single war eine DVD mit einem Musikvideo von Charakterdesigner Atsushi Nishigori, in dem Yōko als Sängerin bzw. als Idol auftritt. Seiyū Marina Inoue sang dazu erneut in ihrer Rolle als Yōko.